# 原田東岷
原田 東岷（はらだ とうみん、1912年2月14日 - 1999年6月25日）は、日本の外科医、平和運動家。広島県広島市出身。広島市名誉市民。
旧制・広島県立広島第一中学校、旧制・広島高等学校を経て、東京慈恵会医科大学を卒業。第二次世界大戦中、軍医として中国大陸を転戦する。1946年（昭和21年）に広島へ戻り、原子爆弾投下直後の同市で爆心地にバラックの外科病院を作り、治療を開始する。被爆によるケロイド治療や原爆医療法の制定で中心的な役割を担うなど被爆者医療に尽力した。外科医としての活動の傍ら、平和運動に参加。1955年（昭和30年）体にケロイドの残る「原爆乙女」に付き添う形で訪米。渡米治療に道を開くとともに、原爆の惨禍を世界に伝えた。
1965年に米国の平和運動家のバーバラ・レイノルズ(1915~1990)広島市特別名誉市民と共にNPO法人ワールド・フレンドシップ・センターを設立(初代理事長)
89' 海と島の博覧会・ひろしまに於いて８月６日(日）夜７時／マーメイドボウル（メインステージ）で被爆者医療に尽力された広島名誉市民の原田東岷さんによる詞に藤掛廣幸さんが曲を付けられた「広島の命=広島の心」がパンフルート：岩田英憲／シンセサイザー：藤掛廣幸／合唱：広島合唱同好会（代表：大上義輝）により初演された。
1999年（平成11年）6月25日急性肺炎のため広島市内の病院で死去。87歳。